# Buxerolles (Vienne)
Buxerolles è un comune francese di 10 298 abitanti situato nel dipartimento della Vienne nella regione della Nuova Aquitania.

## Società

### Evoluzione demografica
Abitanti censiti